# Zero (arte)

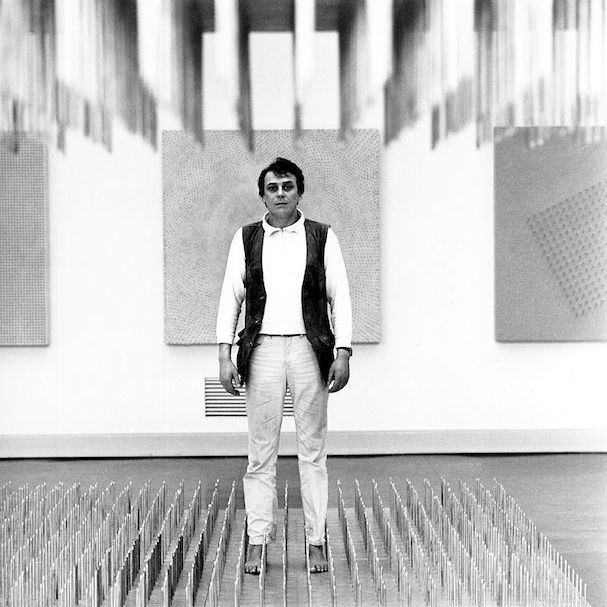
Günther Uecker Foto: Lothar Wolleh

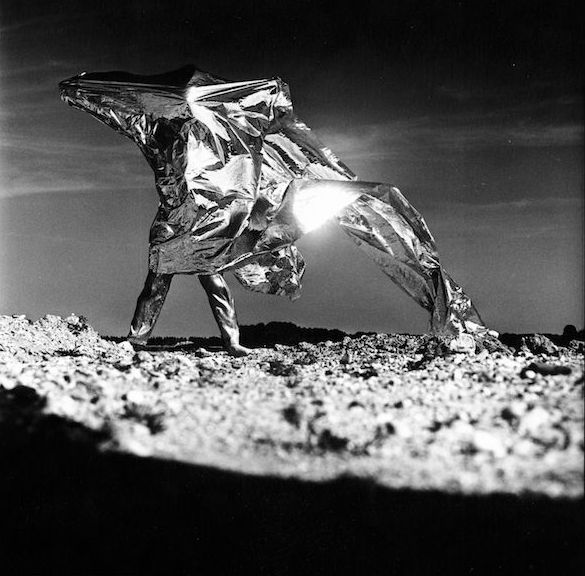
Heinz Mack Foto: Lothar Wolleh

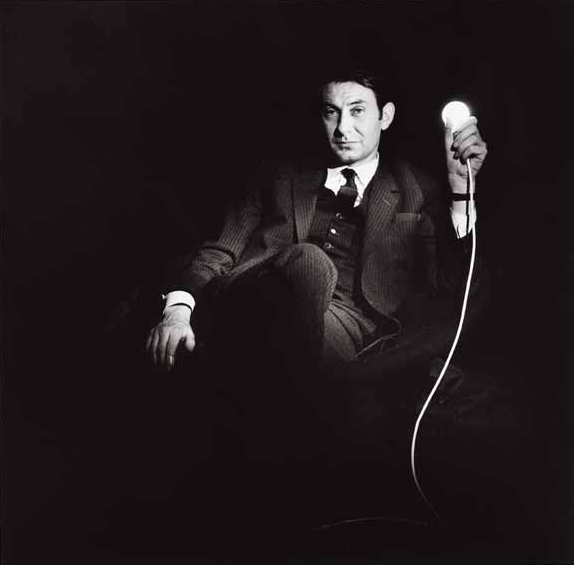
Otto Piene Foto: Lothar Wolleh

Zero es un grupo de artistas fundado en Düsseldorf por Heinz Mack y Otto Piene. Piene lo describió como "una zona de silencio y de posibilidades puras para un principio nuevo." En 1961 Günther Uecker se unió al grupo ZERO. ZERO, el zero escrito con mayúsculas, hace referencia al movimiento internacional, con artistas de Alemania, los Países Bajos, Bélgica, Francia, Suiza, e Italia.

## Historia
Mack, Piene, y Günther Uecker empezaron el movimiento ZERO. Los participantes eran de Francia (Arman, Jean Tinguely, Yves Klein, y Bernard Aubertin), Italia (Lucio Fontana, Piero Manzoni, Bélgica (Pol Entierra), y Suiza (Christian Megert).
Muchos de los artistas del grupo son más conocidos por sus afiliaciones a otros movimientos, incluyendo el Nouveau réalisme, Arte Povera, Minimalismo, Op art, Land art y Arte cinético.

## Exposiciones

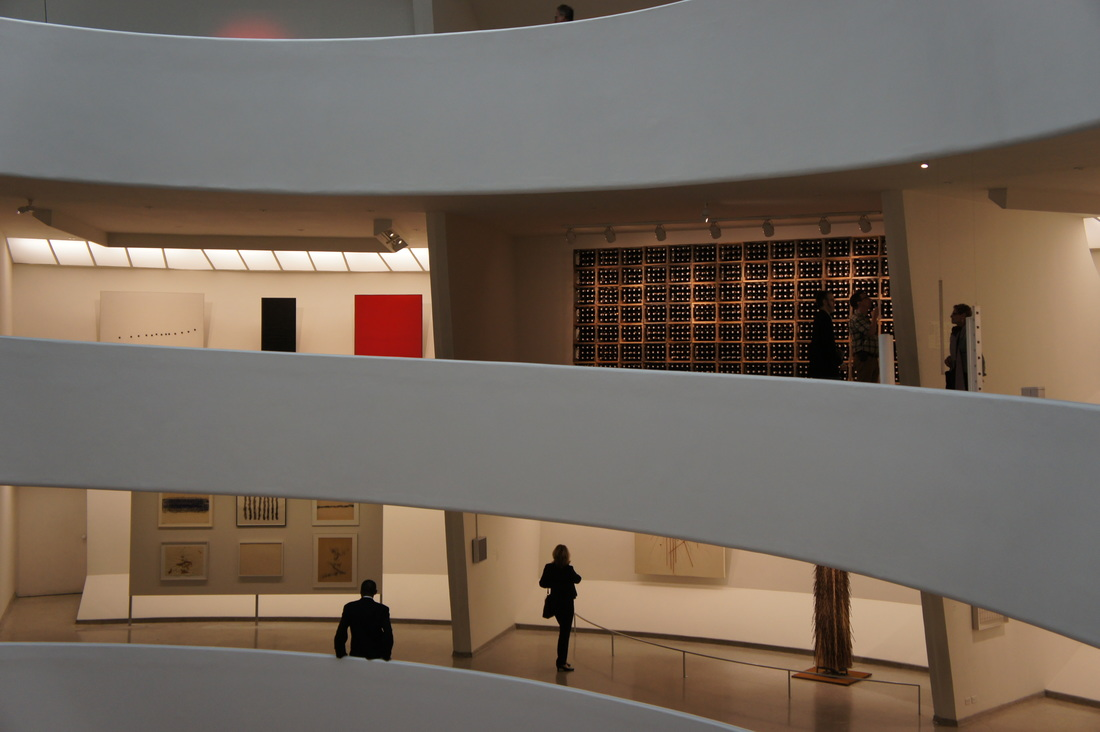
ZERO, Guggenheim, Nueva York

Günther Uecker, Gropiusbau, Berlín

Los artistas Pol Bury, Paul Van Hoeydonck, Jean Tinguely, y Daniel Spoerri organizaron "Motion in Vision – Vision in Motion", una exposición en Hessenhuis en Antwerpen en 1959 que por primera vez dio al grupo ZERO una audiencia internacional. Según Otto Piene esta exposición era la primera exposición real del grupo, tras las exposiciones que tuvieron lugar en el estudio de Heinz Mack y Otto Piene en 1957.
Ya a principios de los sesenta, el artista Henk Peeters presentó al director internacional del Museo Stedelijk Ámsterdam, Willem Sandberg, trabajos monocromáticos de la nueva generación de jóvenes artistas europeos. En un intercambio cercano con Heinz Mack, Otto Piene y Günther Uecker así como Yves Klein y Piero Manzoni, el concepto original sé desarrolló más allá. Esto era el resultado de una exposición de 1962 que, además de la monocromía, también se preocupaba por el color, vibración, luz y movimiento. Había obras de artistas europeos, norteamericanos y sudamericanos así como de Japón. La exposición fue propuesta, organizada y financiada por los propios artistas. La selección de los participantes la realizaron también los artistas, sin asistencia curatorial. La exposición estuvo acompañada por un catálogo desarrollado en conjunto.
Entre 1993 y 1999, cuatro exposiciones del grupo ZERO tuvieron lugar en Galería Villa Merkel en Esslingen, comisariada por el historiador de arte Renate Wiehager. La serie de exposiciones, que es específicamente del Grupo NUL, Grupo de los Países Bajos, ZERO Italia y ZERO París, acabó en 1999 con la exposición Zero Deutschland 1960. Estuvo acompañada por cuatro publicaciones con una primera visión general de ZERO como movimiento europeo, redactada en cuatro lenguas: alemán, inglés, holandés y francés.
El Museo Kunstpalast en Düsseldorf presentó la primera exposición de la vanguardia internacional ZERO en 2006. La exposición, organizada y comisariada bajo la iniciativa de Jean-Hubert Martin y Mattijs Visser, exhibió pinturas e instalaciones ordenadas por país. Heinz Mack, Otto Piene y Günther Uecker comisariaron sus propias áreas. Henk Peeters, quien había organizado las históricas exposiciones de ZERO en 1962 y 1965 en el Museo Stedelijk Ámsterdam, fue consultado en los campo de diseño, selección de artistas y trabajos. 
En 2006, el Museo der Moderne Salzburg presentó 120 trabajos por 50 artistas del Grupo Zero. Los trabajos fueron prestados por los coleccionistas alemanes Gerhard y Anna Lenz, una pareja alemana que estuvo implicada con el movimiento desde sus inicios. Gerhard Lenz encontró por primera vez el Grupo Zero en una exposición de la obra de Piene en una librería en Düsseldorf en 1963. Desde 1974, la pareja exhibió la colección en 12 exposiciones durante 25 años, incluyendo en Frankfurt, Barcelona, Moscú, y Varsovia.
En 2013, el Museu Oscar Niemeyer, Curitiba, Brasil, exhibió "Zero", la exposición más grande nunca acogida en Brasil que presentaba los trabajos de artistas clave del movimiento, junto a artistas latinoamericanos como Hércules Barzotti, Lygia Clark y Abraham Palatnik de Brasil, Gertrud Goldschmidt (GEGO) de Venezuela y Gyula Kosice de Argentina, todos los cuales utilizaron las mismas lenguas visuales que los miembros originales en el mismo periodo de tiempo. Esta muestra viajó a la Fundación Iberê Camargo en Porto Alegre, RS, Brasil y finalmente se mostró en 2014 en Pinacoteca Estado de São Paulo en São Paulo, Brasil.
La exposición en el Museo de Arte Neuberger en 2013 incluía trabajos de la colección permanente del museo, por artistas que eran parte de o exhibieron con el Grupo Zero, incluyendo Getulio Alviani, Hartmut Böhm, Enrico Castellani, Gianni Colombo, Lucio Fontana, Heinz Mack, Almir Mavignier, Henk Peeters, Otto Piene, Jesús Rafael Soto, Jean Tinguely, Luis Tomasello, y Günther Uecker.
El Museo Solomon R. Guggenheim exhibió el trabajo del grupo en “ZERO: Countdown to Tomorrow, 1950s-60s”, una exposición que presentaba a más de 40 artistas de más de 10 países. Este fue el primer reconocimiento histórico a gran escala del trabajo del grupo en los Estados Unidos. La exposición fue iniciada por la fundación ZERO y visitó en 2015-16 el Martin-Gropius-Bau en Berlín y el Museo Stedelijk en Ámsterdam.
Inauguraron una exposición en marzo de 2015 en el Martin-Gropius-Bau en Berlín. Fue concebido y organizado conjuntamente por artistas y expertos en la tradición del movimiento ZERO. Varios temas – articulados en tiempo, espacio, color, reflexión, vibración, luz y movimiento – mostraron obras de arte de los años centrales del movimiento ZERO de 1957 a 1967. Con alrededor 40 artistas, la exposición siguió el espíritu de ZERO, de pinturas bidimensionales al espacio tridimensional. En un total de 3,000 metros cuadrados, artistas de Alemania, Italia, Francia, Bélgica, los Países Bajos, Venezuela, Suiza, Japón, los EE. UU., y Brasil fueron representados con alrededor de 200 trabajos y diez instalaciones que abarcaban todo el espacio. Entre ellos se encontraban algunos raros trabajos de colecciones de renombre como el Centro Georges Pompidou, el Museo Morsbroich, el Museo Stedelijk en Ámsterdam y el Museo de Bellas Artes en Düsseldorf. Además, por primera vez, los trabajos de varios artistas fueron mostrados: Manzoni, Verheyen, Fontana, Tinguely, Klein, Mack y Piene. El punto destacado de la colaboración fue la instalación histórica Lichtraum (Hommage à Fontana) por Mack, Piene, y Uecker, que fue presentado por primera vez en el documenta III 1964. Heinz Mack presentó una instalación como un homenaje a sus amigos del Grupo ZERO ya difuntos. En la forma de una cronología de ZERO, la mayoría de exposiciones y acontecimientos importantes fueron documentados utilizando vídeos y fotos inéditos. 
Una exposición titulada ZERO: Cuenta Atrás al Futuro fue expuesta en el Museo Multimedia en Moscú y en el Museo Sakıp Sabancı en Estambul, Turquía en 2015.
En 2018, el Museo de Arte Viejo y Nuevo de Hobart, Tasmania organizó un gran espectáculo sobre el tema de la Vibración, con algunas instalaciones históricas antiguas y otras reconstruidas, la primera vez que ZERO mostraba el otro lado del mundo. La exposición incluía grandes instalaciones de Enrico Castellani, Gianni Colombo, Lucio Fontana, Heinz Mack, Henk Peeters, Otto Piene, Jesús Rafael Soto, Jean Tinguely, y Günther Uecker. Una sección era, por primera vez en una exposición de ZERO, dedicado a las "figuras de padre" como Victor Vasarely, Marcel Duchamp, y Lucio Fontana.

## Investigación
El 0-INSTITUTO, fundado en 2005, tiene la tarea de investigar, preservar y presentar los trabajos y los documentos de artistas asociados con el movimiento internacional de posguerra ZERO y de evaluar las ideas del movimiento y presentarlas en un contexto contemporáneo. La fundación ZERO fue establecida en 2008, una colaboración entre los artistas Zero de Düsseldorf y el Museo Kunstpalast. La fundación ZERO tiene la tarea de investigar, preservar y presentar los trabajos y documentos del grupo de Zero alemán.

## Mercado del arte
En 2010, Sotheby subastó partes de la colección de Gerhard y Anna Lenz en Londres. Inicialmente valoradas en 12 millones de libras ($19.5 millones), las 49 pinturas, dibujos y bajorrelieves hechos de una variedad de medios fueron vendidas en una subasta alcanzando los £54.07 millones, o sobre $84.5 millones; inusual para una venta de arte contemporánea. 74 de los 77 lotes fueron vendidos, resultando en un porcentaje de 96 de éxito.